# Pinta (Schiff)
La Pinta (spanisch bemalt, gefleckt), neben der Santa Maria und der Niña (eigentlich Santa Clara), war das schnellste der drei Schiffe, mit denen Christoph Kolumbus 1492 auf seine erste Seereise nach – wie er glaubte – Ostasien aufbrach. Er kehrte auf der Niña zurück, nachdem die Santa Maria für Bauholz abgewrackt wurde und die beiden verbliebenen Schiffe auf der Rückreise ab Mitte Januar durch Sturm oder Absicht getrennt wurden. Wie schon bei der Ankunft in Amerika war die Pinta auch bei der Rückkehr zum europäischen Festland unter Martín Alonso Pinzón führend, da sie bereits am 1. März im nordspanischen Baiona anlandete. Kolumbus kam nach Zwischenhalt auf den Azoren erst am 4. März 1493 an, zudem „nur“ im portugiesischen Lissabon. Beide Schiffe erreichten nach erneuter Trennung im Wintersturm den Ausgangspunkt der Reise, Palos de la Frontera.

## Geschichte

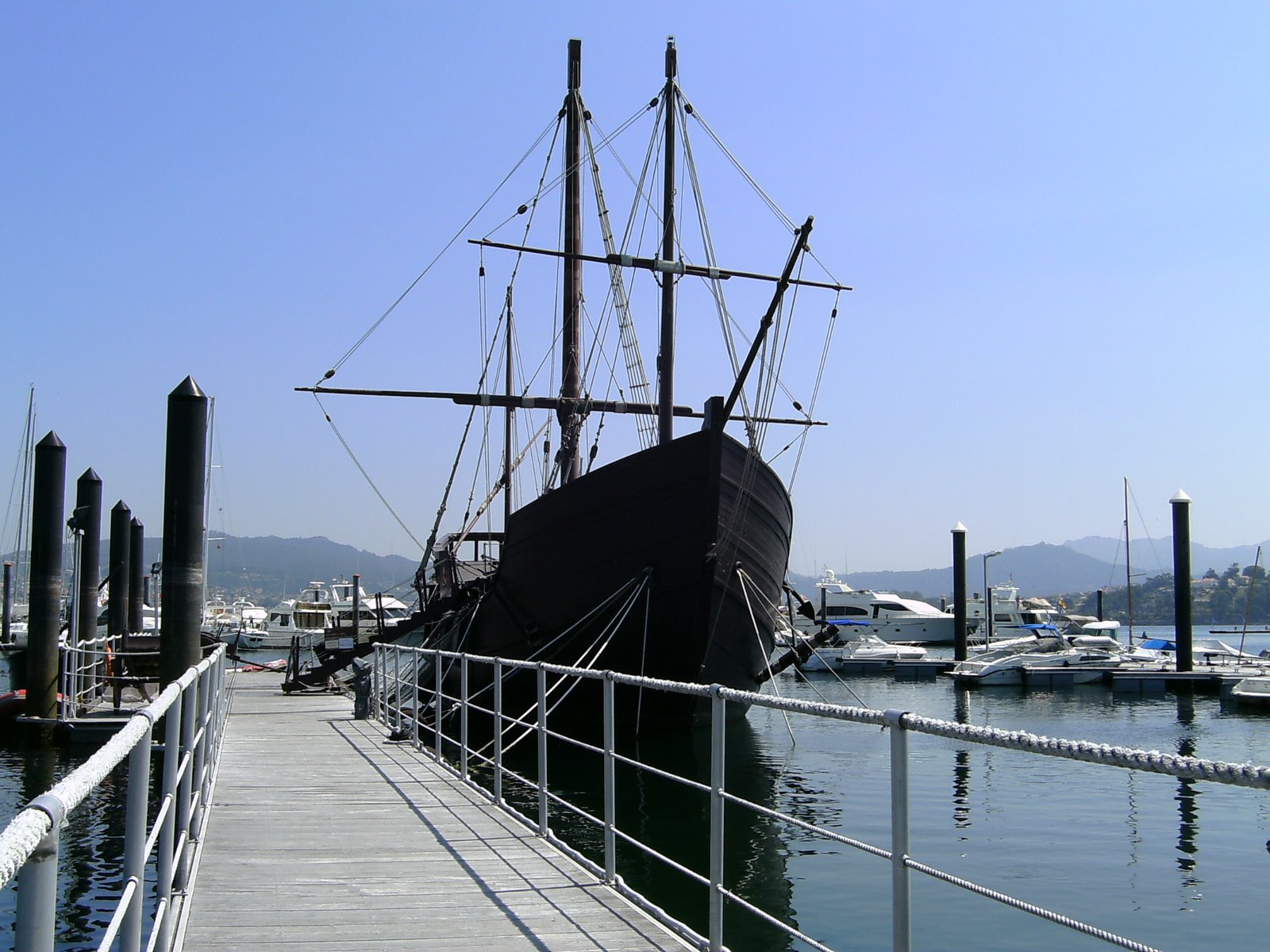
Pinta-Nachbau und -Museum in Baiona

Über die Herkunft der Karavelle ist wenig bekannt, Palos de la Frontera wird angenommen, von wo aus Kolumbus aufbrach, allerdings zuerst zu den Kanaren, wo repariert und umgebaut wurde. Nach einem Monat auf offener See wurden am 7. Oktober mit Vögeln erste Anzeichen von nahem Land angetroffen. Man folgte den Vögeln nach Westen, die Pinta war als schnellstes Schiff dabei vorn. Von Bord der Pinta wurde am 12. Oktober 1492 nachts um 2 Uhr von Rodrigo de Triana zum ersten Mal Land gesichtet, eine Insel die zum amerikanischen Kontinent gezählt wird. Am Morgen ging man an Land. Von Einheimischen wurde die Insel Guanahani genannt, es bleibt ungeklärt, welche Insel am Rand der Bahamas dies konkret war.
Auf der Rückfahrt kam die Pinta am 28. Februar an der galicischen Küste nördlich von Portugal an und landete am 1. März 1493 im Hafen von Baiona. Sie brachte die sagenhafte Nachricht mit, dass Kolumbus eine „Neue Welt“ (Amerika) entdeckt habe. Nach Zusammenkunft mit Kolumbus wurden die Schiffe auf der Rückfahrt nach Palos de la Frontera erneut durch Sturm getrennt.
Die Pinta war eine Karavelle mit drei Masten und hatte ein Gewicht bzw. eine Verdrängung von etwa 60 Tonnen, was auf eine Länge von ca. 21 Metern und eine Breite von ca. 7 Metern schließen lässt. Der Tiefgang betrug rund 1,7 Meter. Die Höhe des Bugkastells lag vermutlich bei 1,4 Metern und die des Achterdecks bei 1,2 Metern.
Die Besatzung bestand aus 26 Mann. Kapitän der Pinta war der einflussreiche Kaufmann Martín Alonso Pinzón aus Palos. Nach ihm bzw. seinem Schiff benannte man die Galapagosinseln Pinzón und Pinta.

## Rekonstruktionen
Zu den Abmessungen und der Form dieser Karavelle gibt es unterschiedliche Schätzungen. Laut Leopoldo Gorostiza wog sie 40 Tonnen (Wert abgeleitet aus einer Passage von Hernando Colón), und daraus lassen sich folgende Maße ableiten: 14,9 m Länge; 4,6 m Strahl; 2,3 m Stütze; 10,3 m Kiel und 1,5 m Plan.2
Anlässlich des 500. Jahrestags der Entdeckung Amerikas wurde auf der Isla Cristina eine Nachbildung der Pinta gebaut, die zusammen mit den Nachbildungen der Niña und der Santa María die Route der ursprünglichen Reise wiederholen sollte. Am 8. August 1989 lief die Replik der Pinta im Hafen von Isla Cristina bei einer Veranstaltung unter dem Vorsitz der Infantin Cristina vom Stapel. Diese Nachbildung wird im Carabelas-Dock in Palos de la Frontera aufbewahrt.
Eine weitere, mit dieser identische Nachbildung kann am Hafen von Bayonne im Museum der Karavelle Pinta besichtigt werden.